# I. Guidó, Blois grófja
I. Guidó (franciául: Guy I. de Blois-Châtillon; ? – 1342. augusztus 12.) francia nemesúr, Blois grófja és Avesnes ura 1307 és 1342 között.

## Élete
II. Hugó, Blois grófja és Dampierre Beatrix fiaként született.
1307-ben örökölte meg apjától a Blois grófja címet.  1310-ben vette feleségül Valois Margitot, Charles de Valois lányát, VI. Fülöp francia király húgát. Három gyermekük született:
- Lajos, Blois grófja
- Károly
- Mária

1342-es halála után fia, II. Lajos lett Blois grófja.